# ناتالیا یارسکو

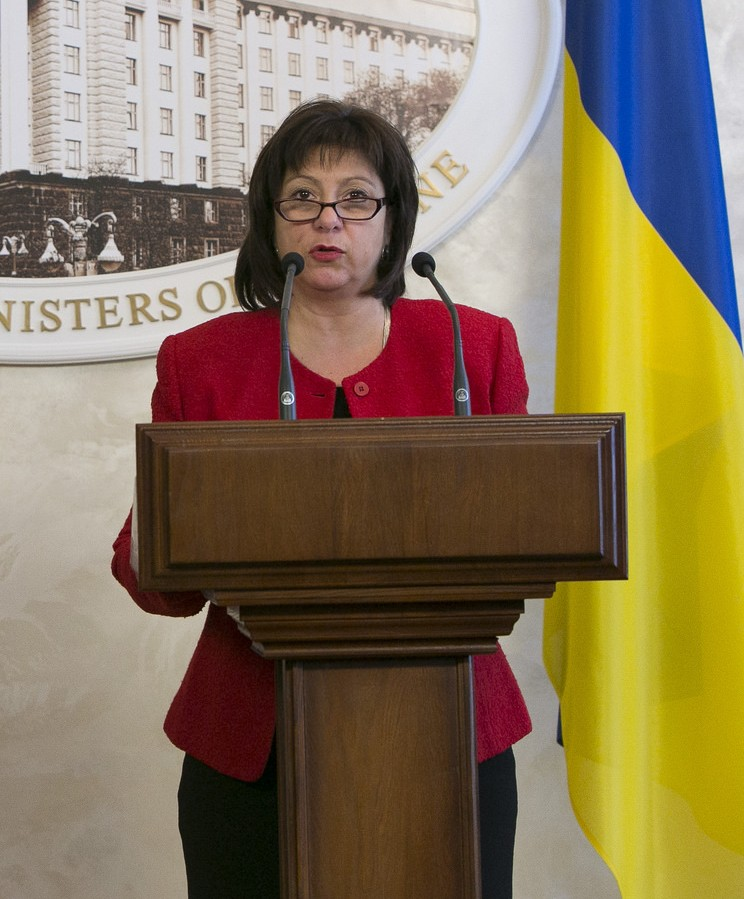

ناتالیا یارسکو (اوکراینی: Наталія Енн Яресько) بانکدار اوکراینی متولد آمریکاست که از سال ۲۰۱۴ وزیر دارایی اوکراین است.

## زندگی شخصی
یارسکو در ۱۹۶۵ در شیکاگو از والدین مهاجر اوکراینی متولد و در آمریکا بزرگ شد. او از سال ۱۹۹۲ در اوکراین زندگی کرده است. او در ۲ دسامبر سال ۲۰۱۴، روز انتصابش به سمت وزارت دارایی اوکراین، شهروندی اوکراین را دریافت کرد. طبق قانون اوکراین تابعیت دوگانه مجاز نیست ولی او دو سال فرصت دارد شهروندی آمریکای خود را ترک کند.

## کار
یارسکو مناصب متعدد اقتصادی در وزارت امور خارجهٔ آمریکا در واشینکتن دی سی داشته است، و فعالیت‌های وزارت امور خارجه، وزارت بازرگانی، وزارت خزانه داری، نماینده تجاری آمریکا و شرکت سرمایه‌گذاری خصوصی خارجی را در خصوص روابط اقتصادیشان با اتحاد شوروی و بازماندگانش هماهنگ کرده است. او با سازمان‌های جهانی اقتصادی همکاری داشته است. او از ۱۹۹۲ تا ۱۹۹۵ دبیر اول اقتصادی سفارت آمریکا در اوکراین بوده است و مسئول تحکیم همکاری اقتصادی بین دو کشور.